# Hadena nummosa
Hadena nummosa är en fjärilsart som beskrevs av Eduard Friedrich Eversmann 1844. Hadena nummosa ingår i släktet Hadena och familjen nattflyn. Inga underarter finns listade i Catalogue of Life.